# AP2B1
AP2B1‏ (Adaptor related protein complex 2 subunit beta 1) هوَ بروتين يُشَفر بواسطة جين AP2B1 في الإنسان.